# 朗格羅夫 (愛荷華州)
朗格羅夫（英語：Lone Grove）是一個位於美國愛荷華州斯科特縣的城市。

## 地理
朗格羅夫的座標為41°41′49″N 90°35′06″W / 41.69694°N 90.58500°W，而該地的平均海拔高度為242米（即794英尺）。

## 人口
根據2010年美國人口普查的數據，朗格羅夫的面積為2.64平方千米，當中陸地面積為2.64平方千米，而水域面積為0.00平方千米。當地共有人口808人，而人口密度為每平方千米306人。